# Saussay, Eure-et-Loir
Saussay är en kommun i departementet Eure-et-Loir i regionen Centre-Val de Loire strax norr om centrala Frankrike. Kommunen ligger i kantonen Anet som tillhör arrondissementet Dreux. År 2022 hade Saussay 1 090 invånare.

## Befolkningsutveckling
Antalet invånare i kommunen Saussay
Referens:INSEE